# かね (小説)
かねは里見弴による中編小説。内容は谷口他吉が父の遺言を受けて金の持ち逃げを繰り返す一代記である。

## 解説
「かね」は四稿にわたり改稿されている。
初出とされている「金（かね）」(雑誌『改造』版、一九三七年〔昭和一二年〕一月)から始まり、『アマカラ世界 金（かね）』(中央公論社、一九三七年〔昭和一二年〕六月)、『かね』(丹頂書房、一九四八年〔昭和二三年〕二月)、『里見弴全集　第七巻』(筑摩書房、一九七八年〔昭和五三年〕六月三〇日)と改稿されてきた。
初出と第二稿では、章初めに「金(かね)　志賀直哉兄に贈る」と志賀直哉に対する献辞が付け加えられていたが、単行本『かね』に収録される際に正式にタイトルが『かね』に変更され、献辞も外された。作中では何度かＭやＴといった地名が登場しているが、二稿から三稿にかけてほぼ改稿が完了している。
一稿から二稿にかけては、
Ｏ市＝大阪 Ｓ＝下関 Ｎ＝名古屋 Ｔ＝ 東京 Ｎ＝新潟 Ｍ＝三朝 Ｙ＝米子
とされ、二稿から三稿にかけてでは
Ｔ＝善通寺 Ｆ＝釜山 Ｋ＝京城 Ｄ＝大連 Ｈ＝星々浦  Ａ＝芦屋　Ｍ＝南満州
とされている。また、改稿がなかった地名としては以下が挙げられる。
他吉の誕生地Ｍ（Ｍ銀行、Ｍ支店、Ｍ銀座）・Ｆ橋通り・Ｔの大福餅屋・Ｇ・Ａ川・Ｈ駅・Ｙ・Ｋ・Ｓ山・Ｋ県Ｄ郡Ｒ村・Ｓ展覧会場
計四度の改稿に伴い、地名が明かされていく。他吉は場所を転々とするにつれて自身の名前をも変えていく。これらのことから、仮想性が薄れていき、現実世界へと回復していくことで仮想性の脱却を果たしている。

## あらすじ
奉公先を転々としていた他吉は大阪の下駄屋で届け物をなくしてしまうという失態を犯し、そこから届け物を盗んだという疑いまでかけられてしまい自殺未遂をしてしまう。その後、別の店へと奉公をしていると父が卒中で倒れたという知らせが届く。地元であるＭに帰り、世話をしながら銀行の小間使いの仕事をして暮らすこととなる。彼は亡き父の「ひとが驚愕するような大仕事を仕出かしてみろ」という言葉に従い金を盗んでは別の場所に移り住むことを繰り返すようになる。

## 登場人物
谷口他吉
本作の主人公。吃音をコンプレックスとして持つ人間である。兄や姉がいたとされるが、彼が生まれる前にいずれも死亡している。そのため、一旦道端に捨て、誰かに拾わせ、その人から改めて貰い受ける形をとって名前にも「他」の字を入れて育てられた子である。(他吉が生き残る代わりに母親が死んでいる。)父親の死後、銀行から一万円のお金を届けるように使いに出された時をはじめとし、奉公先を転々としながら、奉公した先にて、偽名を名乗り金を盗むという行動を繰り返していく。享年は六十六歳。
色の小白い、病身らしい中番頭（名前不明）
夜尿症のためそそうをしたことで他吉を叱るが、叱り方が優しく、庇ってくれた人物。
おかみさん（大阪の下駄屋）
眉を刺し、古い内裏雛のやうな顔立ちで色光澤の、めったに店の者とは口を利くこともないような物静かな人物。他吉を中座の楽屋へ行かせ、素人義太夫の紋下格の旦那に「これを手渡して来い」と袱紗包を一つ托した。他吉が袱紗包をなくしたことについては「こんな人を使にやつわたしが悪いのです。でも、生憎お店が忙しくつて、わけのわかる人の手を欠かせるのも、と思ったものですから。すみませんが、今度だけは、どうかわたしに免じて勘辯してやってください」と発言していたが、他吉が猫いらずを飲み自殺未遂を行うと歯の根も合わないくらいに気味悪がった。
工藤
平三郎のために看護婦（当時の呼び方による）を呼んだり、出勤の時間の小一時間前に見舞ってくれた人物。平三郎の信頼が厚く、他吉に遺産として金を残す際も預金帳を預けられている。
谷口平三郎
他吉の父親。もとは菊池と同村の生まれで、菊池と水飲み百姓だった生家をとび出して、諸所を流浪し、大阪、堂島の仲買店に小僧に住み込んで六、七年ほど暮らしていたが、情婦（他吉の母親）ができ、無理に金を作ろうとして、行方をくらました。その後は、銀行の小使として暮らす。他吉に「これ、と見込がついた場合の資本にして、ひとつ、ひとが吃驚するやうな大仕事を仕出かしてみろ」と言い七千二百四十圓三十二錢の金を残して死ぬ。
菊池
平三郎と同村の生まれ。一度は大阪中の花柳界のどこへ行っても、下へも置かぬ扱いをされていたが、平三郎が死んだときには葬式に駆けつける旅費の算段にしなければならない身分となっていた。そのため、他吉には父平三郎を見習うようにと伝える。
緒方
平三郎の死後他吉が共同生活を送ることになる小使。四十歳ほどである。
植田（主人）
「爺やと呼ぶべき時に山本（筆者注：他吉の偽名である）、――お前と言ふべき時に、君と、まるで友達のやうな親しみを示してくれた。」と語られる存在。他吉の死後を語る「遺聞」（作中にある後日談のような箇所）でも登場する。
美恵子
人見知りの強いはにかみ屋である植田の娘。他吉にとって友人のような存在となった。「遺聞」でも登場する。
小西了貞　
米子にある日蓮宗の寺の住職。片手間に油絵をやっている。他吉を寺に誘い、面倒を見た。他吉の死後、彼が集めていた金を遺失物の拾得者として受け取ることとなる。「遺聞」でも登場する。
千代
寺の近所に住む駄菓子屋の子。植田の美恵子に似ている。他吉は彼女に自身が今まで集めてきた金（正確にはそれを入れてある手文庫）を渡そうとするが受け取ってもらえない。

## モデル人物
・谷口他吉 
『里見弴全集 第七巻』の「あとがき」において、「永年有島生馬家で、忠僕と噂されながら勤めてゐた爺やが、銀行へ預け入れの、さう大した額でもない金を持つて出たまゝ永遠に消息を絶つてしまつた。」とあり、作者自ら「空想」としながらも実在した爺やがモデルになっている。
また、他吉の出生地のMは松山だとされている。

・小西了貞 
絵かきであり米子の日蓮宗の寺の僧である小西了貞のモデルは、米子市岩倉町凉善寺の僧であった遠藤了敬だと述べている。さらに植田のモデルはないとしている。